# Villamartín
Villamartín là một đô thị trong tỉnh Cádiz, Tây Ban Nha. Theo điều tra dân số 2005 đô thị này có dân số là 12.145 người.

## Dân số
| 2001   | 2002   | 2003   | 2004   | 2005   | 2006   | 2007   |
| ------ | ------ | ------ | ------ | ------ | ------ | ------ |
| 11,954 | 12,069 | 12,069 | 12,038 | 12,145 | 12,291 | 12,362 |

Source: INE (Spain)